# بشر الحنفي
وهو بشر الحنفي من فقهاء بغداد، ولد عام 152هـ، وتوفي في بغداد ودفن في مقبرة الخيزران في الاعظمية، وبني مسجد على قبره في المقبرة خلف جامع الإمام الأعظم سمي بمسجد بشر الحافي خطأ ً، حيث بين ذلك المؤرخ والكاتب وليد الأعظمي عن هذا الألتباس في الأسم في كتبه، إذ أن بشر الحافي مدفون في مقبرة قريش قرب باب حرب في منطقة الكاظمية وليس في مقبرة الخيزران.
ويوجد فقيه آخر اسمهُ بشر المصري، الحنفي توفي عام 960هـ، في القاهرة. أخذ العلم عن شيخ الإسلام عبد البر بن الشحنة، وأجاز بالإفتاء والتدريس، ودرس وأفتى وانتفع به خلائق، وغلب عليه في أواخر عمرهِ العزلة، وعدم التردد إلى الناس، وناب في القضاء مدة، ثم ترك ذلك، وأقبل على العبادة وكان يديم الصيام والقيام.